# Caucus
Caucus (Plural Caucuses) bezeichnet eine Versammlung der Mitglieder und Anhänger einer Partei oder politischen Gruppierung, häufig zur Vorwahl eines Kandidaten für hohe politische Ämter. Bekannt sind insbesondere die so bezeichneten Versammlungen, in denen innerhalb einzelner Bundesstaaten der USA die Kandidaten für das Präsidentenamt parteiintern bestimmt werden (siehe dazu: Präsidentschaftsvorwahl in den Vereinigten Staaten).

## Etymologie und Begriffsgeschichte
Der Ursprung des Namens ist strittig, indianische Wurzeln („Stammesversammlung“, etwa aus dem Algonkin) werden eher diskutiert als eine lateinische Herkunft. Als gesichert gilt, dass der Begriff zuerst im nordamerikanischen Englisch verwendet wurde. 1878 drang er auch nach England, als Joseph Chamberlain in Birmingham die Liberal Association organisierte, die dann bald zum Modell für andere liberale Verbindungen in ganz England wurde; sie galt als Import der amerikanischen „Politikmaschine“ und bekam von dem konservativen Politiker und späteren Premierminister Benjamin Disraeli daher die Bezeichnung Caucus verpasst. Max Weber beschreibt sein Aufkommen in England im Zusammenhang mit der Herausbildung straff geführter demokratischer Massenparteien im 19. Jahrhundert in seiner Rede Politik als Beruf wie folgt:

„Seit 1868 […] entwickelte sich zuerst für lokale Wahlen in Birmingham, dann im ganzen Lande, das »Caucus«-System. Ein nonconformistischer Pfarrer und neben ihm Josef Chamberlain riefen dieses System ins Leben. Anlaß war die Demokratisierung des Wahlrechts. Zur Massengewinnung wurde es notwendig, einen ungeheuren Apparat von demokratisch aussehenden Verbänden ins Leben zu rufen, in jedem Stadtquartier einen Wahlverband zu bilden, unausgesetzt den Betrieb in Bewegung zu halten, alles straff zu bürokratisieren: zunehmend angestellte bezahlte Beamte, von den lokalen Wahlkomitees, in denen bald im ganzen vielleicht 10 % der Wähler organisiert waren, gewählte Hauptvermittler mit Kooptationsrecht als formelle Träger der Parteipolitik. Die treibende Kraft waren die lokalen, vor allem die an der Kommunalpolitik […] interessierten Kreise, die auch die Finanzmittel in erster Linie aufbrachten. Diese neuentstehende, nicht mehr parlamentarisch geleitete Maschine hatte sehr bald Kämpfe mit den bisherigen Machthabern zu führen, vor allem mit dem whip, bestand aber, gestützt auf die lokalen Interessenten, den Kampf derart siegreich, daß der whip sich fügen und mit ihr paktieren mußte. Das Resultat war eine Zentralisation der ganzen Gewalt in der Hand der wenigen und letztlich der einen Person, die an der Spitze der Partei stand […]. Ein cäsaristisch-plebiszitäres Element in der Politik: der Diktator des Wahlschlachtfeldes, trat auf den Plan. Das äußerte sich sehr bald. 1877 wurde der Caucus zum erstenmal bei den staatlichen Wahlen tätig. Mit glänzendem Erfolg: Disraelis Sturz mitten in seinen großen Erfolgen war das Resultat.“

## Caucus als Vorwahlverfahren in den USA
Die bekannteste Form des Caucus ist eines von zwei Nominierungsverfahren bei der Präsidentschaftsvorwahl in den Vereinigten Staaten, mittels derer politische Parteien der Vereinigten Staaten entscheiden, wen sie als Kandidaten für die Präsidentschaft aufstellen. Im Caucus-Verfahren werden die an bestimmte Kandidaten gebundenen Delegierten für die nationalen Parteitage in mehreren aufeinander folgenden Runden und häufig in offener Abstimmung ermittelt. Vor allem im Süden der USA und in einigen Außengebieten wird die Bezeichnung Convention verwendet. Dabei handelt es sich im Wesentlichen um dasselbe Verfahren. Die andere Art der Vorwahlen, die Primary, wird dagegen in einer einzigen Runde entschieden und entspricht der üblichen geheimen Wahl mit Stimmzetteln.

### Hintergrund
Die amerikanische Präsidentschaftswahl findet alle vier Jahre am „election day“, dem nationalen Wahltag im November statt. Zur basisdemokratischen Kür eines geeigneten Kandidaten halten die politischen Parteien von Januar bis Juni des Wahljahres sogenannte Vorwahlen ab. Die Runde beginnt im Januar mit dem Caucus in Iowa, der in seiner jetzigen Form 1972 eingeführt wurde, gefolgt von der Primary in New Hampshire. Diesen ersten Vorwahlen wird von den Parteien große Bedeutung für den weiteren Vorwahlkampf beigemessen, zeigen sie doch eine erste Stimmungslage des Wahlvolkes.

### Geschichte
Früher stand der Begriff Caucus nur für den informellen Führungszirkel einer Partei. Dieser Führungszirkel suchte die Kandidaten für öffentliche Ämter aus (King Caucus). Von ca. 1796 bis 1824 kamen die Abgeordneten der beiden großen Parteien zu geheimen „congressional caucus“ zusammen und einigten sich dort auf ihren jeweiligen Kandidaten. Der Zweck dieses Systems von Parteiversammlungen besteht darin, durch die Wahl der Delegierten anzudeuten, welchen Kandidaten die Parteimitglieder der einzelnen Bundesstaaten bevorzugen. Weitreichende Reformen gab es, nachdem 1968 Hubert Humphrey als Kompromisskandidat der Demokraten zum Präsidentschaftskandidaten gewählt worden war, obwohl er nicht an den Vorwahlen teilgenommen hatte. Nach dem von Krawallen in Chicago begleiteten Parteitag wurden flächendeckend Vor- und Urwahlen eingeführt und deren Ablauf von den Bundesstaaten gesetzlich geregelt.

### Ablauf
Für den Ablauf eines Caucus gelten keine einheitlichen Regeln. Sie unterscheiden sich sowohl nach Bundesstaaten als auch nach Parteien. Ein in den gesamten USA gültiges Statut der Parteien zu den Nominierungsverfahren existiert nicht. Generell gilt aber: Zum Caucus versammeln sich Parteimitglieder bzw. nur zum Zwecke der Wahl registrierte Anhänger zunächst in kleinen Zirkeln auf unterer, lokaler Ebene. Beitritte und Neuregistrierungen sind sogar noch zu Beginn der Versammlungen erlaubt. Jeder Amerikaner kann sich jedoch nur bei einer der beiden Parteien registrieren lassen. Vor der eigentlichen Wahl wird darüber beraten und diskutiert, welchen von mehreren parteiinternen Präsidentschaftskandidaten die Partei in die Wahl um das höchste Amt im Staat schicken sollte. Die eigentliche Wahl läuft auf den Caucuses sehr unterschiedlich ab, teilweise durch geheime Wahl, teilweise aber versammeln sich die Anhänger um ein Namensschild ihres Wunschkandidaten. Die noch Unentschlossenen bilden eine eigene Gruppe und bekunden so ihren Wunsch nach weiterer Information. Die Anhänger jeder Gruppe werden nun ermutigt, für ihren Wunschkandidaten durch Vorträge oder individuelle Gespräche einzutreten, um möglichst viele Andersdenkende umzustimmen und zur eigenen Gruppe zu holen. Am Ende der Veranstaltung zählen Parteifunktionäre die Mitglieder der verschiedenen Gruppen ab und berechnen daraus nach wiederum unterschiedlichen Verfahren, wie viele Delegierte jeder Kandidat zugewiesen bekommt.
Demokraten hielten 2008 in 14 Bundesstaaten einen Caucus ab. Bei ihnen gibt es im Gegensatz zu den Republikanern eine 15-Prozent-Hürde. Erhält ein Kandidat im ersten Wahlgang nicht die erforderlichen Mindest-Stimmanteile, werden ihm gar keine Delegierten zugewiesen, und seine Anhänger können sich nach erneuten Beratungen in einem zweiten Wahlgang dem Lager eines erfolgreicheren Kandidaten anschließen. Die Stimmenverteilung erfolgt bei den Demokraten in allen Bundesstaaten proportional. Erhält ein Kandidat z. B. 40 % der Stimmen, werden ihm auch 40 % der Delegierten zugewiesen, die diesen Caucus auf der nächsthöheren Ebene des Caucus-Prozesses vertreten sollen.
Republikanische Caucuses gab es im Wahljahr 2008 in 13 Bundesstaaten. Hier erfolgt die Zuweisung der Delegierten auf die Kandidaten häufig nach einem „winner takes all“-Verfahren, das heißt, der Sieger bekommt 100 % der Delegierten zugewiesen. Die unterlegenen Kandidaten gehen leer aus. In einigen Bundesstaaten findet jedoch auch bei den Republikanern eine proportionale Zuweisung statt.
Nach Ende der ersten Runde der Caucuses werden überregional auf weiteren Ebenen ähnliche Ausscheidungen veranstaltet, bei denen jeweils ermittelt wird, welche Delegierten auf die nächsthöhere Ebene geschickt werden. Dieser Prozess kann mehrere Monate dauern. Aufgrund der Bindung der meisten Delegierten an einen Präsidentschaftskandidaten kann die Wahl dieses Bundesstaates aber im Wesentlichen bereits nach der ersten Runde vorausgesagt werden.

### Bundesstaaten mit Caucus
In folgenden Staaten fanden 2008[veraltet] bei beiden Parteien Caucuses statt: Alaska, Colorado, Hawaii, Iowa, Kansas, Maine, Minnesota, Nevada, North Dakota, Washington und Wyoming. In Idaho und Nebraska veranstaltet nur die Demokratische Partei, in Montana nur die Republikanische Partei Caucuses.

### Unterschiede zwischen Caucus und Primary
Bei den Primaries (eigentlich primary elections) können registrierte Wähler direkt wählen, für welchen der Kandidaten die Delegierten dieses Bundesstaates auf dem nationalen Parteitag (national convention) stimmen sollen. Beim Caucus werden lokale Delegierte gewählt, die ihrerseits in mehreren, aufeinander folgenden Schritten auf weiteren überregionalen Versammlungen Delegierte für den nationalen Parteitag ernennen.
Ein weiterer Unterschied zu den Primaries liegt in den Vorträgen und Diskussionen unter den Teilnehmern, die am gleichen Tag stattfinden und der eigentlichen Wahl vorausgehen.
Primaries sind geheime Wahlen mit Stimmzetteln oder Wahlmaschinen, wogegen beim Caucus die eigene Meinung häufig in nicht-geheimer Wahl und auf verschiedene Weise, z. B. durch Gruppenbildung um den gewählten Kandidaten, ausgedrückt werden muss.
Bei einer Primary kann die Stimme zu beliebiger Zeit während der Öffnungszeit des Wahllokales abgegeben werden, und auch Briefwahl ist möglich. Ein Caucus wird dagegen zu einer genau definierten Zeit anberaumt; wer dann nicht anwesend ist, kann nicht an der späteren Wahl teilnehmen.

## Der Begriff Caucus in anderem Zusammenhang
In den USA und in einigen Commonwealth-Ländern wird der Begriff „Caucus“ noch in anderem Sinne verwendet. In den USA werden allgemein politische Interessengruppen als Caucus bezeichnet. Dazu zählen die Fraktionen der Demokraten (House Democratic Caucus und Democratic Caucus of the United States Senate) und der Republikaner (House Republican Conference und Senate Republican Conference), sowie deren innerparteilichen Strömungen:
- Congressional Progressive Caucus
- New Democrat Coalition
- Blue Dog Coalition
- Republican Main Street Partnership
- Republican Study Committee
- Freedom Caucus

Außerdem gibt es noch z. B. den Congressional Black Caucus und den Congressional Hispanic Caucus, die die parlamentarischen Interessengruppen der Schwarzen und der Hispanics sind. Ebenfalls parteiübergreifend sind Interessenzusammenschlüsse wie etwa der Peak Oil Caucus im US-Kongress; sie stehen Abgeordneten der Demokraten und Republikaner offen, die sich um ein einzelnes politisches Thema – hier also Peak Oil – besonders kümmern wollen. Ein weiterer wichtiger parteiübergreifender Caucus ist der Problem Solvers Caucus, der dafür gegründet wurde parteiübergreifend wichtige Reformen durchzuführen. Er ist somit nicht einfach nur ein überparteilicher Caucus für ein bestimmtes Thema, sondern für viele.
In Kanada und Neuseeland bezeichnet „Caucus“ eine Gruppe von Parlamentariern, die der gleichen Partei angehören, etwa im Sinne einer Fraktion. In Australien dagegen heißt nicht die Fraktion selbst so, sondern nur die regelmäßigen Treffen der Parlamentarier einer bestimmten Partei, der Labor-Partei. Der Begriff wurde in Australien von einem gebürtigen Amerikaner zu Beginn des letzten Jahrhunderts anlässlich der ersten Regierungsbildung eingeführt.
Der britische Schriftsteller Lewis Carroll hat den „Caucus“ schon 1885 in seinem Buch Alice im Wunderland erwähnt. Das dritte Kapitel, „Caucus-Rennen und was daraus wird“, spielt in satirischer Form auf politische Vorgehensweisen in den USA zur damaligen Zeit an:

„‚Was ist ein Caucus-Rennen?‘ fragte Alice […] ‚Nun‘, meinte der Dodo, ‚die beste Art, es zu erklären, ist es zu spielen.‘ […] Erst bezeichnete er die Bahn, eine Art Kreis […], dann wurde die ganze Gesellschaft hier und da auf der Bahn aufgestellt. Es wurde kein: ‚eins, zwei, drei, fort!‘ gezählt, sondern sie fingen an zu laufen, wenn es ihnen einfiel, hörten auf, wie es ihnen einfiel, so dass es nicht leicht zu entscheiden war, wann das Rennen zu Ende war. Als sie jedoch ungefähr eine halbe Stunde gerannt und vollständig gelangweilt waren, rief der Dodo plötzlich: ‚Das Rennen ist aus!‘ und sie drängten sich um ihn, außer Atem, mit der Frage: ‚Aber wer hat gewonnen?‘ Diese Frage konnte der Dodo nicht ohne tiefes Nachdenken beantworten. […]  Endlich sprach der Dodo: ‚Jeder hat gewonnen, und alle sollen Preise haben.‘“